# التهاب العصب
التهاب العصب هو التهاب في العصب أو التهاب عام في الجهاز العصبي المحيطي. يسبب الالتهاب وما يرافقه من إزالة الميالين في كثير من الأحيان ضعفًا في نقل الإشارات العصبية، وشذوذًا في وظيفة الأعصاب. غالبًا ما يُخلط بين التهاب الأعصاب واعتلال الأعصاب المحيطية، وهو مصطلح واسع يصف أي عملية مرضية تؤثر على الجهاز العصبي المحيطي. ومع ذلك، قد ينتج اعتلال الأعصاب المحيطي عن أسباب التهابية أو غير التهابية، ويُطلق المصطلح على أي شكل من أشكال الضرر أو التنكس أو الخلل الوظيفي. أما مصطلح التهاب الأعصاب فهو يشير تحديدًا إلى العملية الالتهابية.
نظرًا لأن الالتهاب هو رد فعل شائع للاضطرابات البيولوجية، فقد تتظاهر العديد من الحالات المرضية بأعراض التهاب العصب. تشمل الأسباب الشائعة أمراض المناعة الذاتية، مثل التصلب المتعدد، والعدوى، إما البكتيرية، مثل الجذام، أو الفيروسية، مثل الحماق النطاقي، أو ردود الفعل المناعية بعد العدوى، مثل متلازمة غيلان باريه؛ أو استجابة لإصابة جسدية، مثل حالة عرق النسا.
قد يتعرض أي عصب في الجسم للالتهاب، وقد تؤثر مسببات معينة بشكل تفضيلي على أعصاب معينة. تعتمد طبيعة الأعراض على الأعصاب المصابة. فقد يسبب التهاب العصب الحسي شعورًا بالألم والتنميل والخدر وانعدام الحس، أما التهاب العصب الحركي فقد يسبب شللًا جزئيًا (ضعفًا)، وارتجافًا حزميًا أو شللًا أو ضمورًا عضليًا.
يتركز علاج التهاب الأعصاب على التخلص من أو علاج أي سبب محرض للالتهاب، يليه تطبيق الرعاية الداعمة وعلاجات مضادة للالتهابات أو مناعية بالإضافة إلى علاج الأعراض.

## الأسباب
- صدمة (طب)
- عدوى
  - خناق
  - هربس نطاقي (الحزام الناري)
  - جذام
  - داء لايم
- الإصابة بمادة كيميائية مثل العلاج الكيميائي
- علاج بالأشعة

### الحالات المسببة
- إدمان الكحول
- أمراض مناعية ذاتية خاصة التصلب المتعدد ومتلازمة غيلان باريه
- مرض نقص الثيامين (نقص فيتامين ب1 )
- سرطان
- داء بطني[12]
- السكري (اعتلال الأعصاب السكري)
- قصور الدرقية
- برفيريا
- نقص فيتامين بي 12
- زيادة فيتامين ب6 [13]

### أنواع التهاب الأعصاب
- إصابة الضفيرة العضدية
- أعصاب قحفية مثل شلل الوجه النصفي
- التهاب العصب البصري
- التهاب الأذن الداخلية

## التشخيص
يبدأ التشخيص الدقيق والتوصيف الدقيق لالتهاب العصب بفحص جسدي شامل لتوصيف وتحديد أي أعراض لاضطراب عصب أو توزع أعصاب معين. تقيّم الاختبارات الدورة الزمنية والتوزيع والشدة والخلل العصبي وشمول الالتهاب للأعصاب الحسية أو الحركية أو كلاهما. بعد معرفة مكان الآفة، قد تتطلب الحالة إجراء اختبارات تشخيصية أخرى لتحديد الأعصاب المصابة بشكل أدق. يجب إجراء اختبارات الدم لتقييم مستويات الغلوكوز في الدم ومستويات فيتامين ب 12 والمستقلبات الأخرى. يمكن إجراء اختبارات إضافية لفيتامينات أو سموم معينة بعد التأكد من التاريخ والفحص البدني. تشمل الاختبارات الطبية التي غالبًا ما تكون مفيدة: خزعة العصب، والتصوير بالرنين المغناطيسي، والتصوير الكهربائي، ودراسات التوصيل العصبي، وتنظير قاع العين، والبزل القطني. ومع ذلك، يعتبر تشخيص العديد من الاضطرابات المرتبطة بالتهاب الأعصاب تشخيصًا سريريًا لا يعتمد على أي اختبار تشخيصي محدد.